# Hordeum murinum
L'orzo selvatico (Hordeum murinum L., 1753) è una pianta angiosperma monocotiledone appartenente alla famiglia delle Poacee (o Gramineae, nom. cons.). È una pianta erbacea molto comune nelle regioni temperate, considerata comunemente una pianta infestante.

## Etimologia
Il nome generico (Hordeum) è il nome in latino dell'orzo. L'epiteto specifico (murinum) deriva dal latino "murus" (= muro) ed indica una pianta che cresce sui muri, o ancor meglio dal sostantivo "mus-muris" che significa topo, da cui il nome "orzo dei topi".
Il nome scientifico della specie è stato definito da Linneo (1707 – 1778), biologo svedese considerato il padre della moderna classificazione scientifica degli organismi viventi, nella pubblicazione "Species Plantarum" (Sp. Pl. 1: 85 - 1753) del 1753.

## Descrizione

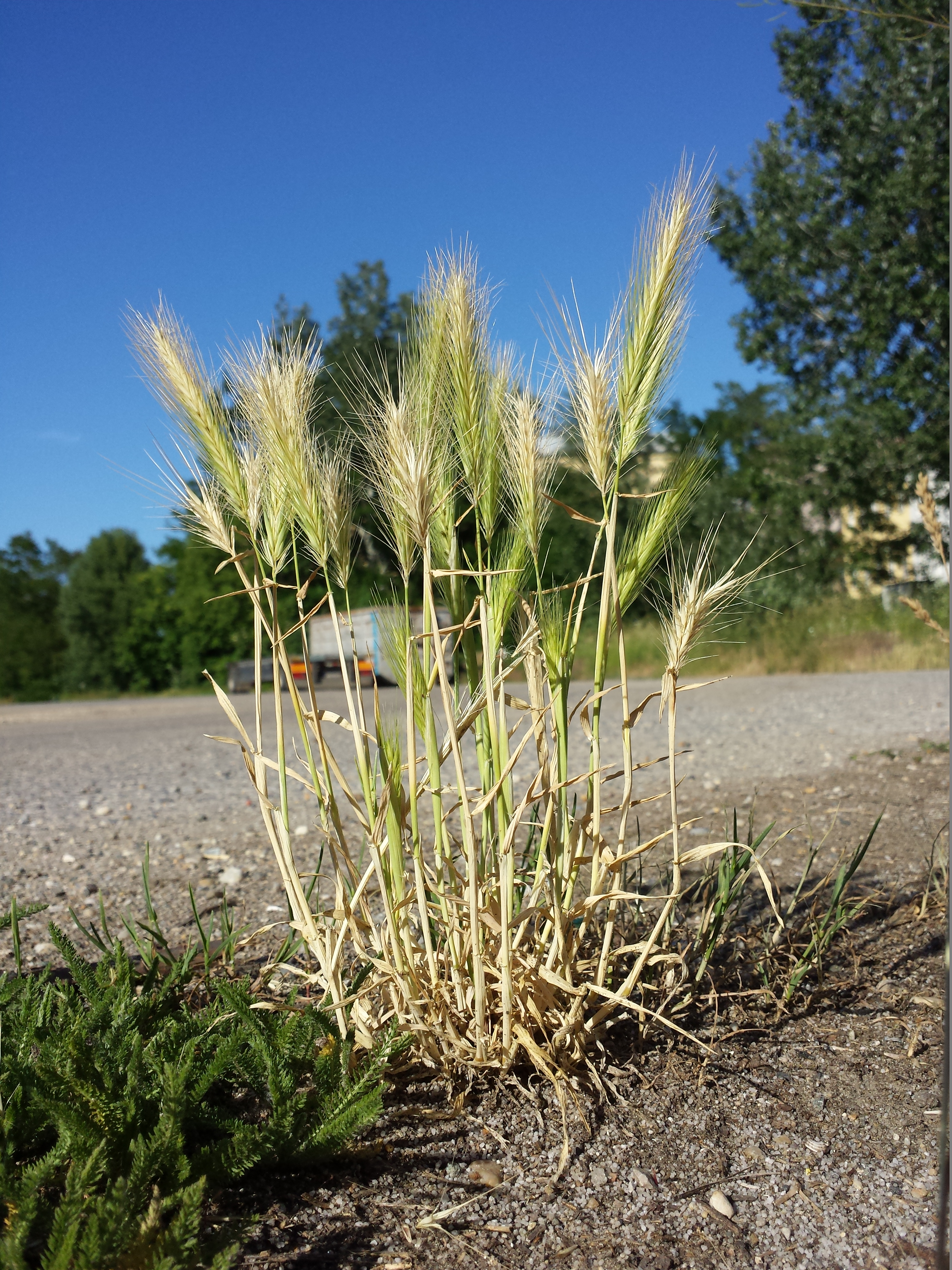
Il portamento

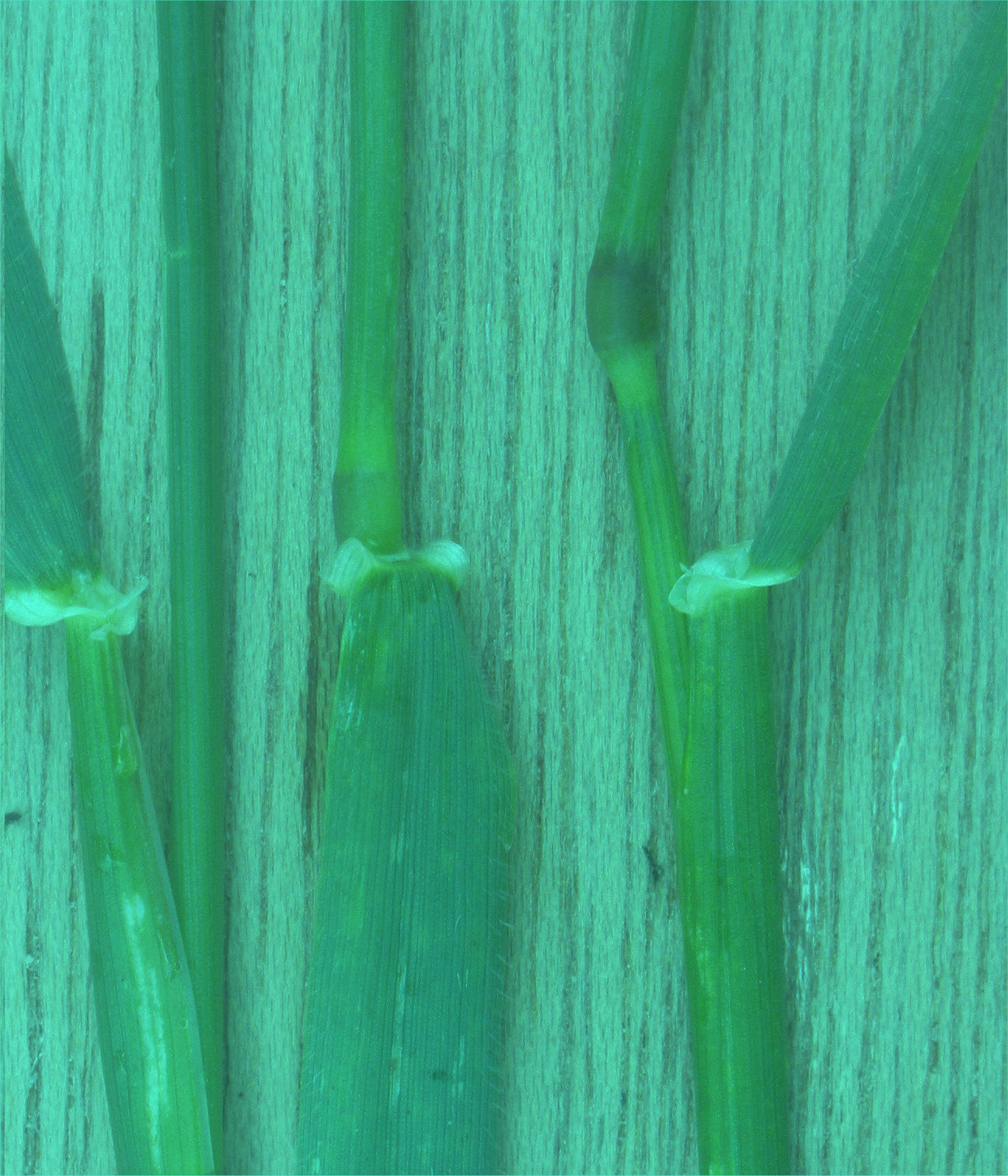
Le foglie

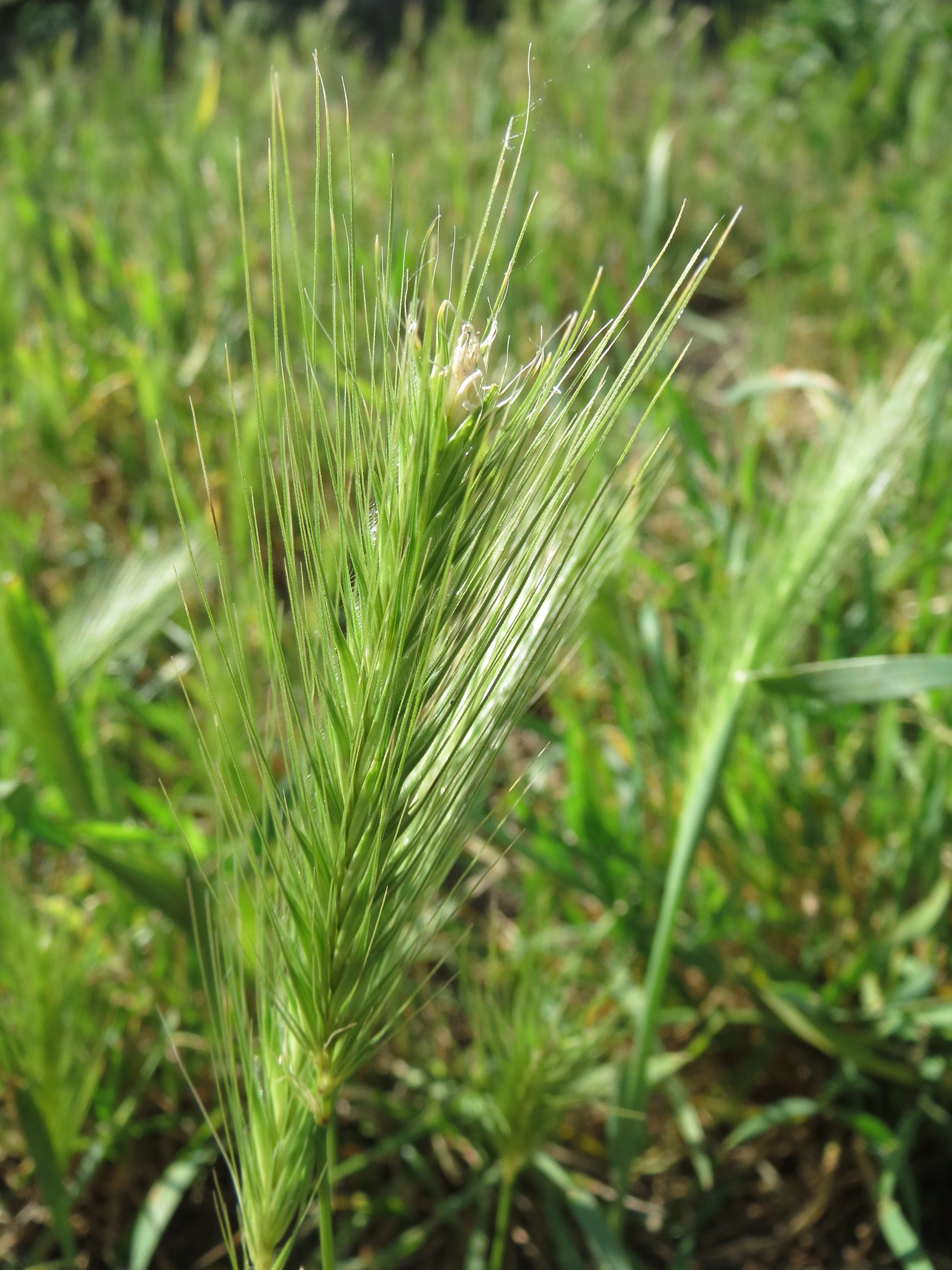
Infiorescenza

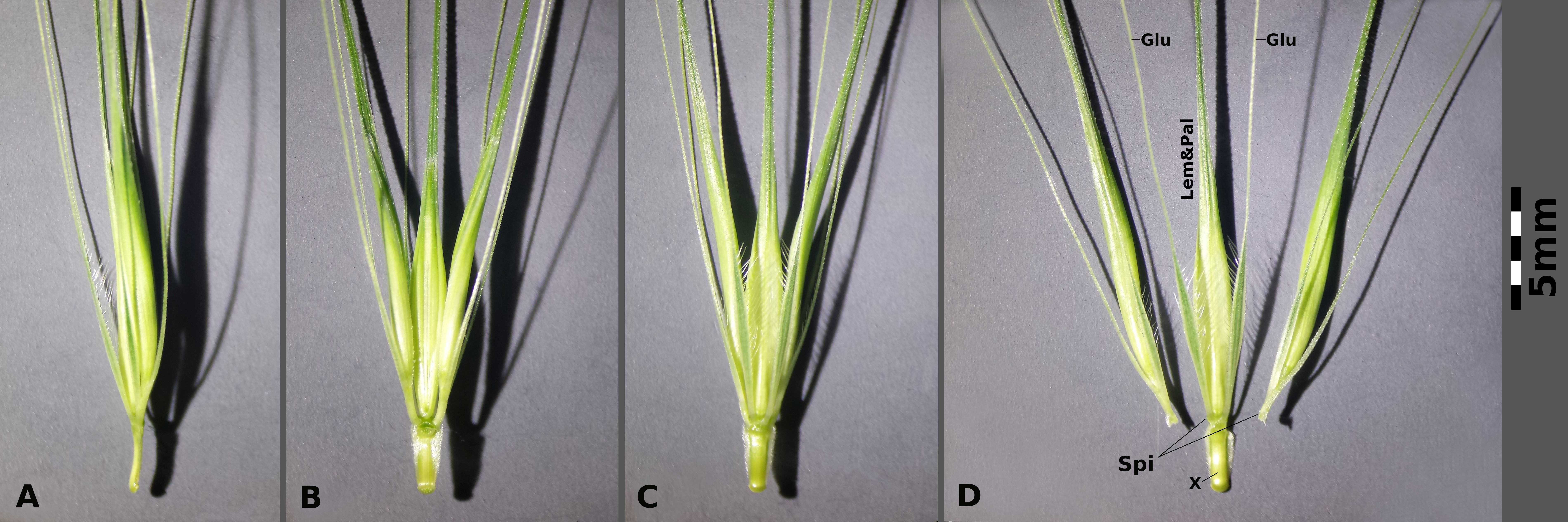
I fiori

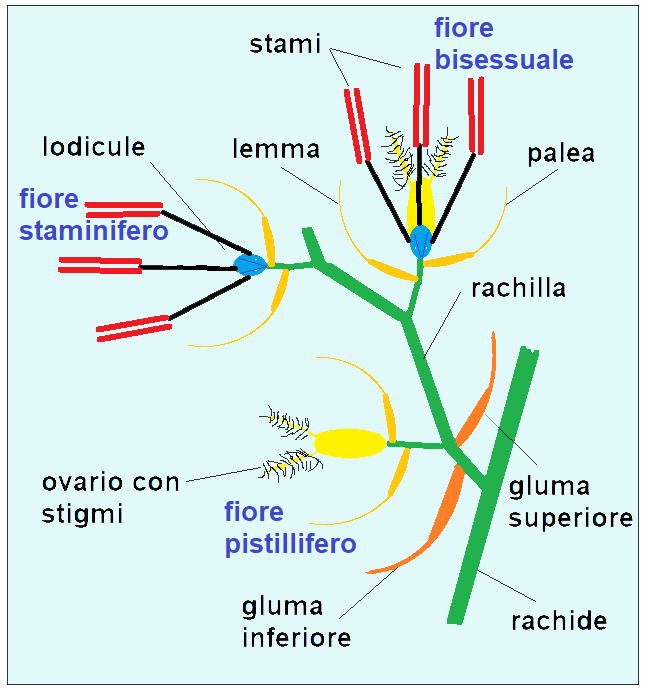
Spighetta generica con tre fiori diversi

Queste piante arrivano ad una altezza di 15 – 50 cm. La forma biologica è terofita scaposa (T scap), ossia in generale sono piante erbacee che differiscono dalle altre forme biologiche poiché, essendo annuali, superano la stagione avversa sotto forma di seme e sono munite di asse fiorale eretto e spesso privo di foglie.

### Radici
Le radici sono avventizie fascicolate.

### Fusto
La parte aerea consiste in un robusto culmo. I fusti sono numerosi, eretti o ginocchiati; sono ramificati alla base; la superficie è liscia e glabra.

### Foglie
Le foglie lungo il culmo sono disposte in modo alterno, sono distiche e si originano dai vari nodi. Sono composte da una guaina, una ligula e una lamina. Le venature sono parallelinervie. Non sono presenti i pseudopiccioli e, nell'epidermide delle foglie, le papille. 
- Guaina: la guaina è abbracciante il fusto; sono presenti dei padiglioni auricolari; la guaina è glabra.
- Ligula: la ligula, in genere con apice troncato e membranosa, è breve (1 mm).
- Lamina: la lamina, piana e larga 3 – 5 mm, è mollemente pubescente. Lunghezza della lamina: 20 cm.

### Infiorescenza
Infiorescenza principale (sinfiorescenza o semplicemente spiga): le infiorescenze, di tipo racemoso terminale (un racemo per infiorescenza), hanno la forma di una spiga lanceolata, fortemente compressa, formata da diverse spighette. Le spighette sono strettamente embricate, disposte su tre serie. La spighette centrali sono fertili e sessili, le laterali sono sterili e pedicellate (pedicello di 2 mm). La fillotassi dell'inflorescenza inizialmente è a due livelli (o a due ranghi), anche se le successive ramificazioni la fa apparire a spirale. La rachide, fragile, è scarsamente ciliata ai margini.Il colore può essere verde o sfumato di viola. Lunghezza della spiga: 4 – 10 cm.

### Spighetta
Infiorescenza secondaria (o spighetta): le spighette, compresse lateralmente con forme da ellittiche a oblunghe, sottese da due brattee distiche e strettamente sovrapposte chiamate glume (inferiore e superiore), sono formate da un fiore. Alla base di ogni fiore sono presenti due brattee: la palea e il lemma. La disarticolazione avviene con la rottura della rachilla sotto ogni fiore fertile; oppure può cadere l'intera spighetta. 
- Glume: le glume, persistenti, sono subuguali con forme lanceolate e aristiforme; nelle spighette laterali la gluma interna è cigliata su un lato, mentre sull'altro è scabra. Lunghezza: 25 – 35 mm.
- Palea: la palea è un profillo lanceolato con alcune venature e margini cigliati.
- Lemma: il lemma ha una forma lanceolata mutica, ottusa o biloba con resta. Dimensione dei lemmi: larghezza 1,5 mm; lunghezza: 6 – 7 mm. Lunghezza con resta: 25 – 30 mm

### Fiore
I fiori fertili sono attinomorfi formati da 3 verticilli: perianzio ridotto, androceo e gineceo.
- Formula fiorale:[7]

*, P 2, A (1-)3(-6), G (2–3) supero, cariosside.
- Il perianzio è ridotto e formato da due lodicule, delle squame traslucide, poco visibili (forse relitto di un verticillo di 3 sepali). Le lodicule sono membranose e non vascolarizzate.
- L'androceo è composto da 3 stami ognuno con un breve filamento libero, una antera sagittata e due teche. Le antere sono basifisse con deiscenza da una fessura laterale longitudinale. Il polline è monoporato.
- Il gineceo è composto da 3-(2) carpelli connati formanti un ovario supero. L'ovario, pubescente all'apice, ha un solo loculo con un solo ovulo subapicale (o quasi basale). L'ovulo è anfitropo e semianatropo e tenuinucellato o crassinucellato. Lo stilo, che si origina dal lato abassiale dell'ovario, è breve con due stigmi papillosi e distinti.
- Fioritura: da aprile a ottobre.

### Frutti
I frutti sono dei cariosside, ossia sono dei piccoli chicchi indeiscenti avvolti dalle glume, con forme da ovate a oblunghe, nei quali il pericarpo è formato da una sottile parete che circonda il singolo seme. In particolare il pericarpo è fuso al seme ed è aderente. L'endocarpo non è indurito e l'ilo è lungo e lineare. L'embrione è provvisto di epiblasto; ha inoltre un solo cotiledone altamente modificato (scutello senza fessura) in posizione laterale. I margini embrionali della foglia non si sovrappongono. L'endosperma è farinoso.
Il periodo di fruttificazione va da giugno a novembre.

## Biologia
Come gran parte delle Poaceae, le specie di questo genere si riproducono per impollinazione anemogama. Gli stigmi più o meno piumosi sono una caratteristica importante per catturare meglio il polline aereo.
La dispersione dei semi avviene inizialmente a opera del vento (dispersione anemocora) e una volta giunti a terra grazie all'azione di insetti come le formiche (mirmecoria). In particolare i frutti di queste erbe possono sopravvivere al passaggio attraverso le budella dei mammiferi e possono essere trovati a germogliare nello sterco.

## Tassonomia
La famiglia delle Poacee comprende circa 800 generi e oltre 9.000 specie. È una delle famiglie più numerose e più importanti del gruppo delle monocotiledoni. La famiglia è suddivisa in 12 sottofamiglie, il genere Hordeum fa parte della sottofamiglia Pooideae, tribù Hordeeae.

### Filogenesi
Il genere Hordeum fa parte della tribù Hordeeae (supertribù Triticodae T.D. Macfarl. & L. Watson, 1982). La supertribù Triticodae comprende tre tribù: Littledaleeae, Bromeae e Hordeeae. All'interno della supertribù, la tribù Hordeeae forma un "gruppo fratello" con la tribù Bromeae.
Il genere comprende solamente piante poliploidi con i genomi designati "H, I, X, e Y". Inoltre questo genere è stato soggetto ad una "evoluzione reticolata" per fenomeni di ibridazione, o per il trasferimento orizzontale di geni ma anche per l’endosimbiosi.

### Sottospecie
Per questa pianta sono riconosciute le seguenti sottospecie:

#### Sottospeciemurinum

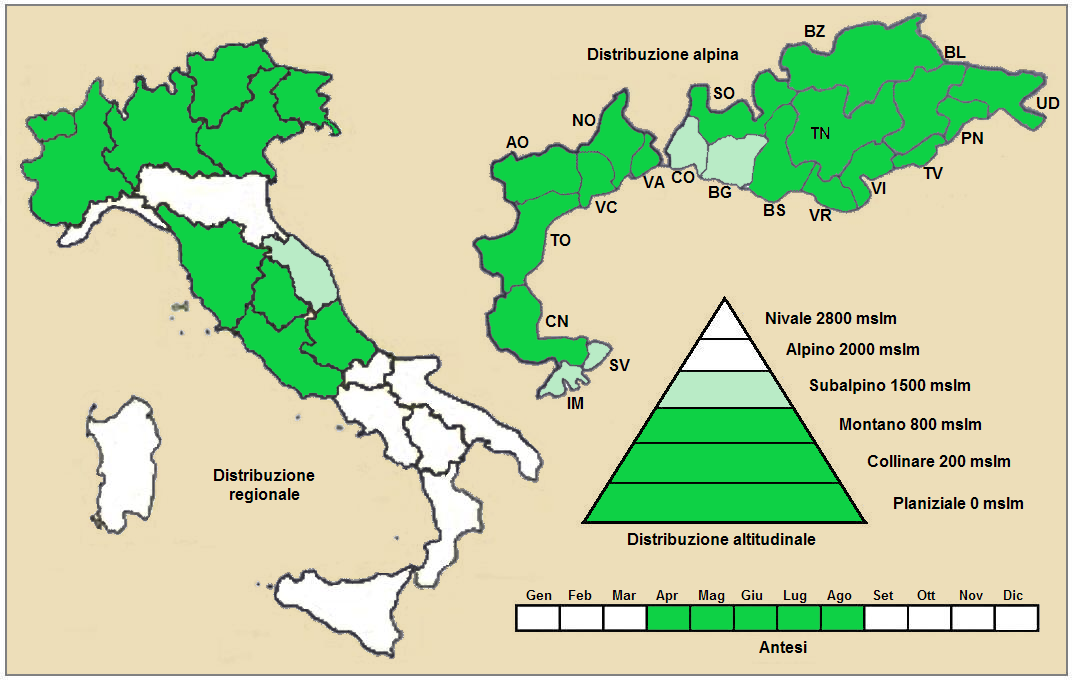
Distribuzione della sottospecie murinum
(Distribuzione regionale – Distribuzione alpina)

- Nome scientifico: Hordeum murinum L. subsp. murinum.
- Nome comune: orzo selvatico.
- Descrizione: è la stirpe più comune; si distingue soprattutto per l'asimmetria delle glume (sono cigliate solamente da un lato) e per la larghezza dei lemmi (i lemmi delle spighette centrali e laterali hanno la medesima larghezza).
- Geoelemento: il tipo corologico (area di origine) è Circumboreale o anche Mediterraneo - Subcosmopolita
- Distribuzione: in Italia è un sottospecie comune e si trova in tutto il territorio comprese le Alpi. Fuori dall'Italia, sempre nelle Alpi, questa specie si trova in tutti i settori. Sugli altri rilievi europei collegati alle Alpi si trova nella Foresta Nera, Vosgi, Massiccio del Giura, Massiccio Centrale, Pirenei, Monti Balcani e Carpazi.[19] Inoltre è presente in Europa occidentale, Transcaucasia, Anatolia e Asia occidentale.
- Habitat: gli habitat tipici sono gli incolti, i terreni abbandonati, lungo le vie e presso i muri. Il substrato preferito è calcareo ma anche siliceo con pH neutro, alti valori nutrizionali del terreno che deve essere secco.[19]
- Distribuzione altitudinale: sui rilievi queste piante si possono trovare fino a 1,600 m s.l.m.). Nelle Alpi frequentano quindi i seguenti piani vegetazionali: collinare, montano e in parte quello subalpino (oltre a quello planiziale).
- Fitosociologia.

Areale alpino: dal punto di vista fitosociologico alpino questa sottospecie appartiene alla seguente comunità vegetale:
- Formazione: delle comunità terofiche pioniere nitrofile

- Classe: Stellarietea mediae

- Ordine: Sisymbrietalia

- Alleanza: Sisymbrion

Per l'areale completo italiano Hordeum murinum appartiene alla seguente comunità vegetale:
- Macrotipologia: vegetazione delle praterie

- Classe: Molinio-Arrhenatheretea Tüxen, 1937

- Ordine: Plantaginetalia majoris Tüxen ex Von Rochow, 1951

- Alleanza: Trifolio fragiferi-Cynodontion dactylonis Br.-Bl. & O. Bolos, 1958

Descrizione. L'alleanza Trifolio fragiferi-Cynodontion dactylonis è relativa alle comunità soggette a pascolo e a calpestio, che crescono su suoli compatti, umidi e ricchi di nutrienti (azoto e fosforo). I piani bioclimatici di riferimento variano da termo- a supramediterraneo e la distribuzione è relativa al Mediterraneo occidentale.
Specie presenti nell'associazione: Trifolium bocconei, Trifolium lappaceum, Trifolium squarrosum, Kickxia commutata, Lotus angustissimus, Gastridium ventricosum, Cichorium pumilum, Cynodon dactylon, Lolium perenne, Mentha pulegium, Medicago murex, Panicum repens, Phyla nodiflora, Conyza canadensis, Imperata cylindrica, Trifolium fragiferum, Trifolium tomentosum, Plantago coronopus, Leontodon saxatilis e Medicago arabica.

#### Sottospecieleporinum

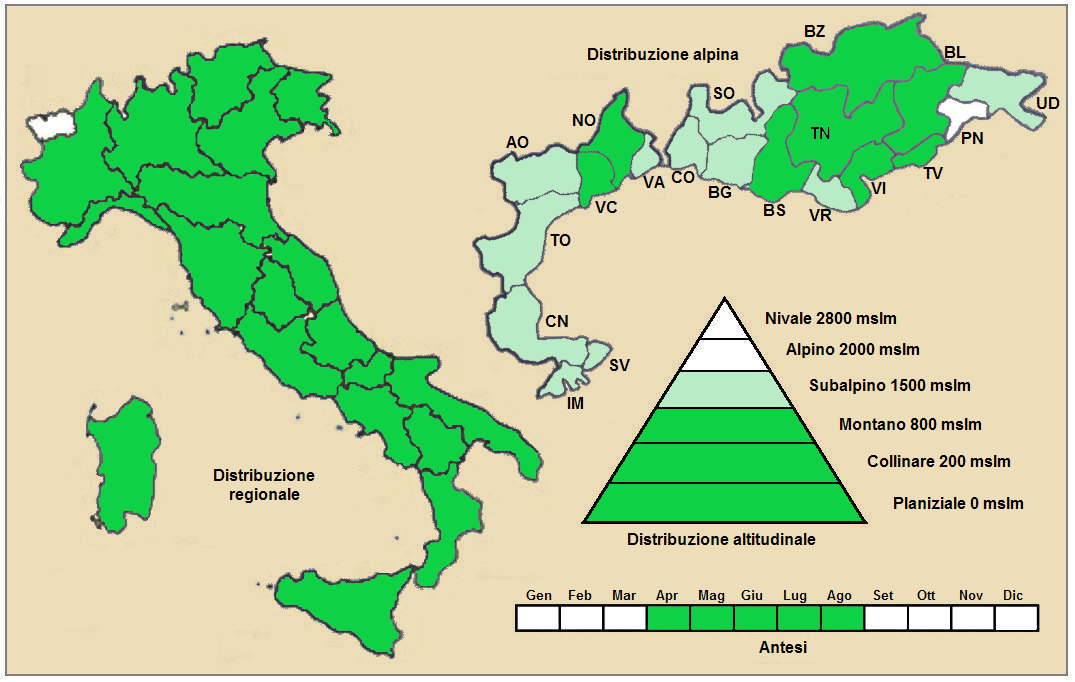
Distribuzione della sottospecie leporinum
(Distribuzione regionale – Distribuzione alpina)

- Nome scientifico: Hordeum murinum L. subsp. leporinum (Link) Arcang., 1882
- Nome comune: orzo mediterraneo; orzo leporino.
- Descrizione: queste piante arrivano ad una altezza di 3 - 6 dm; le glume sono cigliate su entrambi i lati; il lemma delle spighette laterali è più largo del lemma delle spighette centrali; dimensione dei lemmi delle spighette laterali: 2 x 15 mm; dimensione dei lemmi delle spighette centrali: 1,5 x 10 mm; con le reste i lemmi sono lunghi circa 40 mm.
- Geoelemento: il tipo corologico (area di origine) è Euri-Mediterraneo.
- Distribuzione: in Italia è un sottospecie comune e si trova in tutto il territorio. Nelle Alpi è presente in modo discontinuo (centro e oriente). Fuori dall'Italia, sempre nelle Alpi, questa specie si trova in Francia (dipartimenti di Drôme, Isère e Alta Savoia), in Svizzera (cantoni Vallese, Ticino e Grigioni) e in Slovenia. In Europa è presente nella zona al centro e sud; si trova anche in Transcaucasia, Anatolia, Asia occidentale e Africa del nord.
- Habitat: gli habitat tipici sono gli incolti e i terreni abbandonati. Il substrato preferito è calcareo ma anche siliceo con pH neutro, alti valori nutrizionali del terreno che deve essere secco.[19]
- Distribuzione altitudinale: sui rilievi queste piante si possono trovare fino a 1,600 m s.l.m.). Nelle Alpi frequentano quindi i seguenti piani vegetazionali: collinare, montano e in parte quello subalpino (oltre a quello planiziale).
- Fitosociologia.

Areale alpino: dal punto di vista fitosociologico alpino questa sottospecie appartiene alla seguente comunità vegetale:
- Formazione: delle comunità terofitiche pioniere nitrofile.

- Classe: Stellarietea mediae

- Ordine: Sisymbrietalia

- Alleanza: Hordeion murini

Per l'areale completo italiano questa sottospecie appartiene alla seguente comunità vegetale:
- Macrotipologia: vegetazione erbacea sinantropica, ruderale a megaforbieti.

- Subclasse: Chenopodio-stellarienea Rivas Goday, 1956

- Ordine: Sisymbrietalia officinalis <smal> J. Tüxen ex W. Matuszkiewicz, 1962

- Alleanza: Hordeion leporini Br.-Bl. in Br.-Bl., Gajewski, Wraber & Walas, 1936 Corr. O. Bolos, 1962

Descrizione: l'alleanza Hordeion leporini raggruppa comunità nitrofile primaverili di tipo ruderale (bordi delle strade, viottoli di campagna e discariche di materiali). La distribuzione di questo gruppo è prevalentemente nella fascia costiera e collinare nei territori a clima mediterraneo arido. Fuori dall'Italia si trova in Spagna, Dalmazia, Grecia e grandi isole centro-mediterranee. Questa alleanza è molto ricca da un punto di vista floristico.
Altre alleanze per questa sottospecie sono:
- Lolio perennis-Plantaginion majoris
- Chenopodion muralis
- Resedo albae–Chrysanthemenion coronarii

#### Sottospecieglaucum
- Nome scientifico: Hordeum murinum L. subsp. glaucum (Steud.) Tzvelev, 1971
- Distribuzione: Grecia, Transcaucasia, Anatolia, Mediterraneo meridionale e Asia occidentale

#### Altre sottospecie
Le seguenti sottospecie in altre checklist sono considerate sinonimi della stirpe principale.
- Hordeum murinum subsp. montanum (Hack.) H.Scholz & Raus, 1997 - Distribuzione: Spagna
- Hordeum murinum subsp. setariurum H.Scholz & Raus, 1997 - Distribuzione: Grecia

### Sinonimi
Questa entità ha avuto nel tempo diverse nomenclature. L'elenco seguente indica alcuni tra i sinonimi più frequenti:
- Critesion murinum (L.) Á.Löve
- Triticum murale Salisb.
- Zeocriton murinum (L.) P.Beauv.

#### Sinonimi sottospeciemurinum
- Hordeum boreale Gand.
- Hordeum coleophorum  Phil.
- Hordeum delphicum  Gand.
- Hordeum depilatum  Gand.
- Hordeum dilatatum  Gand.
- Hordeum elongatum  Gand.
- Hordeum flexicaule  Gand.
- Hordeum hohenackeri  Gand.
- Hordeum microcladum  Gand.
- Hordeum neglectum  Gand.
- Hordeum pseudomurinum  Tapp. ex W.D.J.Koch
- Hordeum purpurascens  Gand.
- Hordeum rubens  Willk.

#### Sinonimi sottospecieleporinum
- Critesion murinum subsp. leporinum (Link) Á.Löve
- Critesion simulans  (Bowden) Á.Löve
- Hordeum ambiguum  Döll
- Hordeum chilense  Brongn.
- Hordeum dedegenii  Lojac.
- Hordeum hrasdanicum  Gandilyan
- Hordeum leporinum  Link
- Hordeum leporinum var. simulans  Bowden
- Hordeum murinum var. hrasdanicum  (Gandilyan) Trofim.
- Hordeum murinum var. velutinum  Speg.
- Hordeum pilosum  Steud.

#### Sinonimi sottospecieglaucum
- Critesion glaucum (Steud.) Á.Löve
- Critesion murinum subsp. glaucum (Steud.) W.A.Weber
- Hordeum glaucum Steud.
- Hordeum imrinum Forssk.
- Hordeum incrinum Poir.
- Hordeum leporinum subsp. glaucum (Steud.) T.A.Booth & A.J.Richards
- Hordeum stebbinsii Covas